# Chersotis dannehli
Chersotis dannehli là một loài bướm đêm trong họ Noctuidae.